# Meidoornplein

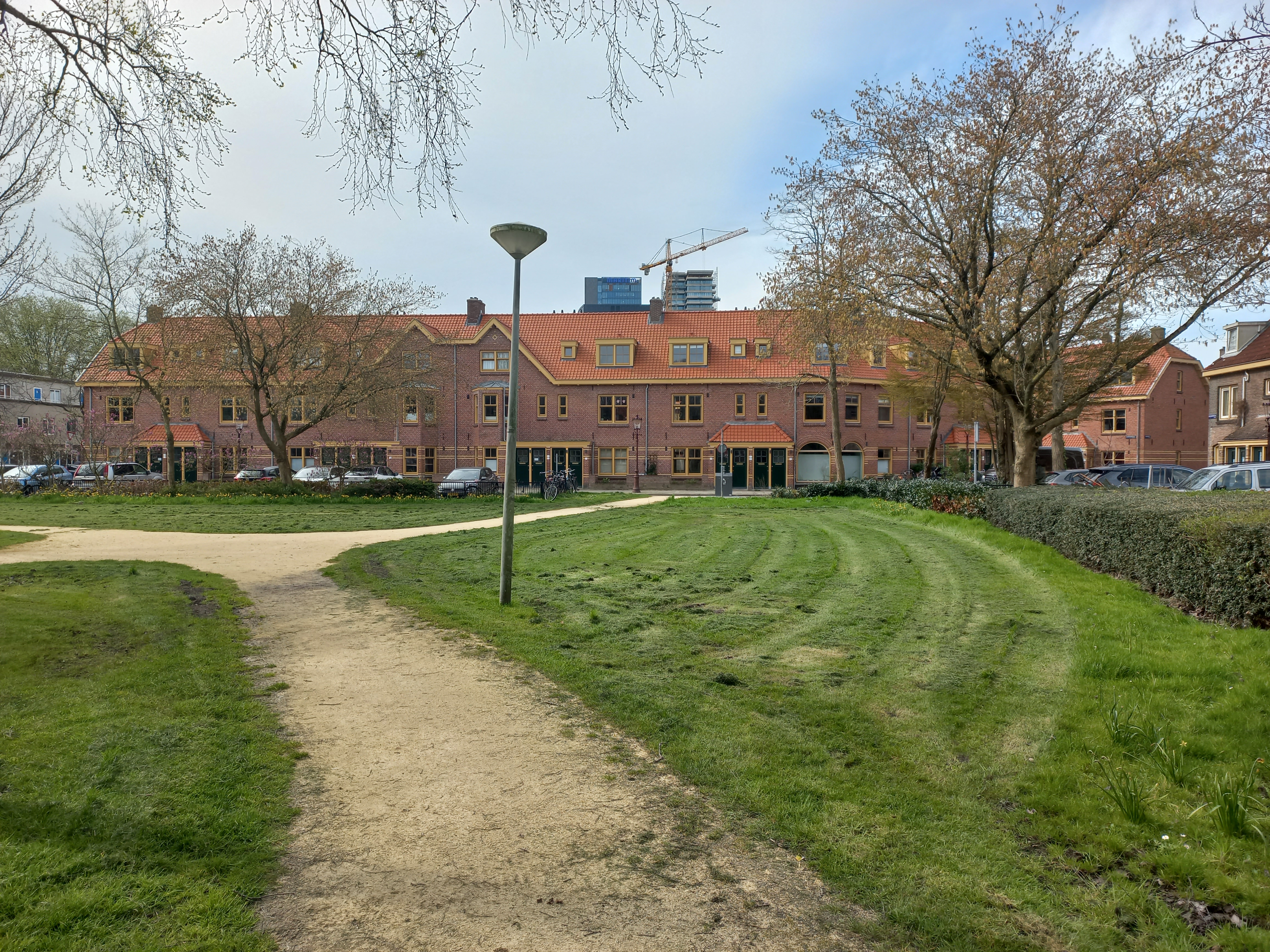
Van der Pekwoningen aan het plein (maart 2024)

Het Meidoornplein is een rechthoekig plein in Amsterdam-Noord.
Het plein kreeg haar naam op 21 januari 1920 en snoepte daarmee een deel af van de Meidoornlaan, die al in 1919 haar naam had gekregen. Beide werden vernoemd naar de Meidoorn. De Meidoornlaan doorsnijdt sinds het begin van de bebouwing uit dezelfde tijd het plein. Het gehele gebied valt binnen het rijksbeschermd stadsgezicht.

## Noordkant
De buurt staat bekend als de Bloemenbuurt in de Van der Pekbuurt en dat geeft dan direct een indicatie voor wat voor soort woninkjes hier staat. Jan Ernst van der Pek ontwierp voor de gehele wijk arbeiderswoningen, zo ook hier. Het zijn portiekwoninkjes van twee bouwlagen en daarop een zolder onder het puntdak met dakpannen. Ook de kleurstelling van de woningen wijkt niet af: bruinrood baksteen, mosterdgele accenten in houtwerk en groene deuren. Uiteraard behoort de totale symmetrie ook hier tot het uitgangspunt. Midden in het plantsoen staat echter een gebouw, wel in dezelfde stijl maar dan van een architect van de Dienst der Publieke Werken. De woningen worden qua architectuur hoog ingeschat (orde 2, bijna monument), het pand midden op het plein, origineel een leeszaal, minder (orde 3, moeite van het bewaren waard). De woningen zullen een aantal keren gerenoveerd zijn, want ze moesten steeds aangepast worden aan modernere wensen en eisen. 

## Zuidkant
Dat geldt niet voor de bebouwing aan de zuidkant. Deze zuidkant werd in eerste instantie open gehouden; een grasveld. Dat werd later in de jaren tachtig in verband met stadsverdichting richting Hagedoornplein volgebouwd met school en kantoor van architect Pi de Bruijn. Daartoe werd zelfs een artistiek kunstwerk geïnitieerd. In 2023/2024 gingen deze gebouwen (alweer) tegen de vlakte, ook het beeld Mikado van Han Goan Lim verdween daarmee. 